# Christian Corrêa Dionísio
Christian Corrêa Dionísio, kurz Christian (* 23. April 1975 in Porto Alegre), ist ein ehemaliger brasilianischer Fußballspieler.

## Karriere

### Verein
Christian begann 1989 beim SC Internacional in seiner Heimatstadt mit dem Fußballspielen. Im Jahre 1992 unterschrieb er für eine Saison einen Vertrag bei Marítimo Funchal. Nach 13 Spielen und drei Toren schloss er sich GD Estoril Praia an und spielte siebenmal. Er wechselte 1994 zum SC Farense. Während der Saison erzielte er in 30 Spielen vier Tore. Nach Vertragsende ging er zu seinem Jugendverein Internacional zurück, bei dem er in vier Jahren in 50 Spielen 38 Tore erzielte. Im Jahre 1999 wechselte er nach Frankreich zu Paris Saint-Germain. Dort kam er in zwei Saisons in 53 Ligaspielen zum Einsatz und traf 20-mal. 2001 wechselte er zu Girondins Bordeaux und erzielte zwei Tore in 18 Pflichtspielen.
In der Zeit von 2002 bis 2005 wurde an vier verschiedene Vereine verliehen: Bei der SE Palmeiras traf er in 19 Spielen achtmal, 2003 in der Türkei für Galatasaray Istanbul spielte er elfmal (drei Tore). Ab 2004 spielte er 62-mal für Grêmio FBPA und erzielte 25 Tore. Sein letztes Jahr als Leihspieler absolvierte er beim FC São Paulo, für den er an 20 Spielen teilnahm und acht Tore schoss. 
Christian unterzeichnete parallel zu seiner Karriere als Leihe einen Vertrag beim japanischen Verein Ōmiya Ardija, dort nahm er an 15 Spielen teilnahm und dabei sechs Tore schoss. Nach der Saison 2005/06 beendete er jedoch den Vertrag und unterzeichnete einen Neuen beim Verein Botafogo FR, wo er fünf Mal am Rasen stand und einen Treffer erzielte. Parallel dazu unterschrieb er einen Vertrag beim Verein EC Juventude, wo er an 32 Liga Spielen teilnahm und 11 Mal den Ball ins Netz schoss. 2007 war er zuerst für fünf Spiele beim Verein SC Corinthians als Spieler aktiv, ehe er nach fünf geschossenen Tore beschloss, dem Verein den Rücken zu kehren. Danach ging er im gleichen Jahr bereits zum dritten Mal, nachdem er bereits 1992, sowie von 1995 bis 1999 einen Vertrag hatte, wieder zu seinem Jugendverein Internacional zurück. Nach 19 Spielen und vier Toren, verließ er Ende der Saison den Verein jedoch wieder. Wie 2007 war er auch in 2008 in zwei Vereinen aktiv. Zunächst war er beim Verein Portuguesa aktiv, zumindest stand er bei den Nennungen. Es existieren keine Aufzeichnungen, dass er an Spielen teilnahm und kann folglich keine Tore erzielt haben. Im gleichen Jahr war er außerdem im Verein CF Pachuca aktiv, wo er 13 Mal auf dem Spielfeld stand und drei Treffer erzielte. Ein Jahr später unterzeichnete er erneut einen Vertrag beim brasilianischen Verein Portuguesa, dabei nahm er an zehn Spielen teil und schoss auch sein letztes Tor bei einem Spiel.
Von 2010 bis zu seinem Karriereende schaffte er es keine Tore zu erzielen. 2010 war er bei zwei Vereinen aktiv, zuerst war er beim Verein Monte Azul unter Vertrag, ehe er nach fünf torlosen Spielen für drei Spiele zum Verein AD São Caetano, wo er jedoch ebenfalls keine Tore schoss. 2011 stand er noch einmal auf der Liste des Vereins Esporte Clube Pelotas genannt, war jedoch an keinem Spiel beteiligt und kann so keine Tore erzielt haben.
Im Jahr 2011 beendete er seine Karriere.

### Nationalmannschaft
Von 1997 bis 2001 kam er in elf Spielen für die brasilianische Nationalmannschaft zum Einsatz und gewann die Copa América 1999.

## Erfolge
Nationalmannschaft
- Copa América: 1999

São Paulo
- FIFA-Klub-Weltmeisterschaft: 2005

## Auszeichnungen
Grêmio
- Copa Sul Torschützenkönig: 1999 (8 Tore)